# Diskografie Fergie
Toto je seznam vydané diskografie americké zpěvačky Fergie.

## Alba

### Studiová alba
| Název                                                                                   | Detaily o albu                                               | Umístění v hitparádách | Umístění v hitparádách | Umístění v hitparádách | Umístění v hitparádách | Umístění v hitparádách | Umístění v hitparádách | Umístění v hitparádách | Umístění v hitparádách | Umístění v hitparádách | Umístění v hitparádách | Prodeje         | Certifikace |
| Název                                                                                   | Detaily o albu                                               | US                     | AUS                    | FRA                    | CAN                    | GER                    | IRE                    | NZ                     | SWE                    | SWI                    | UK                     | Prodeje         | Certifikace |
| --------------------------------------------------------------------------------------- | ------------------------------------------------------------ | ---------------------- | ---------------------- | ---------------------- | ---------------------- | ---------------------- | ---------------------- | ---------------------- | ---------------------- | ---------------------- | ---------------------- | --------------- | --- |
| The Dutchess                                                                            | - Vydáno: 19. září 2006 - Vydavatelství: A&M, will.i.am      | 2                      | 1                      | 44                     | 4                      | 11                     | 9                      | 2                      | 35                     | 11                     | 18                     | - US: 3,900,000 | - RIAA: 5× Platinum - ARIA: 4× Platinum - BPI: Platinum - BVMI: Gold - IFPI SWI: Gold - MC: 3× Platinum - RMNZ: Platinum |
| Double Dutchess                                                                         | - Vydáno: 22. září 2017 - Vydavatelství: Dutchess Music, BMG | 19                     | 39                     | 175                    | 23                     | 65                     | —                      | —                      | —                      | 69                     | 49                     | - US: 39,000    | |
| "—" značí, že se nahrávka neumístila v hitparádách nebo v tomto území ani nebyla vydána |                                                              |                        |                        |                        |                        |                        |                        |                        |                        |                        |                        |                 | |

## Extended play
| Název                              | Detaily o EP                                                 | Umístění v hitparádě |
| Název                              | Detaily o EP                                                 | US                   |
| ---------------------------------- | ------------------------------------------------------------ | -------------------- |
| 5-Live Tracks (Wal-Mart Exclusive) | - Vydáno: 20. listopadu 2007 - Vydavatelství: will.i.am, A&M | —                    |
| As Cinco Melhores                  | - Vydáno: prosinec 2007 - Vydavatelství: will.i.am, A&M      | —                    |
| The Dutchess Deluxe EP             | - Vydáno: 27. května 2008 - Vydavatelství: will.i.am, A&M    | 46                   |
| Fergie Hit Pac – 5 Series          | - Vydáno: srpen 2009 - Vydavatelství: will.i.am, A&M         | —                    |

## Singly

### Jako hlavní umělkyně
| "London Bridge"                                                                         | 2006 | 1  | 3  | —  | 27 | 3  | 8  | 1 | 13 | 6  | 3   | - RIAA: 2× Platinum - ARIA: Platinum - BPI: Silver                                                | The Dutchess    |
| "Fergalicious" (feat. will.i.am)                                                        | 2006 | 2  | 4  | 24 | 15 | 23 | —  | 5 | 22 | 29 | 105 | - RIAA: 4× Platinum - ARIA: 2× Platinum - BPI: Gold - BVMI: Gold - RMNZ: Gold                     | The Dutchess    |
| "Glamorous" (feat. Ludacris)                                                            | 2007 | 1  | 2  | 12 | 32 | 16 | 3  | 9 | —  | 38 | 6   | - RIAA: 3× Platinum - ARIA: 3× Platinum - BPI: Platinum - BVMI: Gold - RMNZ: Gold                 | The Dutchess    |
| "Big Girls Don't Cry"                                                                   | 2007 | 1  | 1  | 1  | 11 | 6  | 1  | 1 | 4  | 3  | 2   | - RIAA: 4× Platinum - ARIA: 5× Platinum - BPI: Platinum - BVMI: Gold - GLF: Gold - RMNZ: Platinum | The Dutchess    |
| "Clumsy"                                                                                | 2007 | 5  | 3  | 4  | —  | 50 | 17 | 4 | 15 | 43 | 62  | - RIAA: 2× Platinum - ARIA: 2× Platinum - RMNZ: Gold                                              | The Dutchess    |
| "Finally" (feat. John Legend)                                                           | 2008 | —  | —  | 61 | —  | —  | —  | — | —  | —  | —   |                                                                                                   | The Dutchess    |
| "A Little Party Never Killed Nobody (All We Got)" (s Q-Tip a GoonRock)                  | 2013 | 77 | 43 | 72 | 27 | 10 | 89 | 3 | 14 | 59 | 90  | - RIAA: Platinum - ARIA: Gold - BPI: Silver - BVMI: Platinum - GLF: Platinum - RMNZ: Platinum     | Velký Gatsby    |
| "L.A. Love (La La)"                                                                     | 2014 | 27 | 53 | 28 | 72 | 55 | 30 | — | 86 | —  | 3   | - RIAA: Platinum - BPI: Gold                                                                      | Double Dutchess |
| "M.I.L.F. $"                                                                            | 2016 | 34 | 26 | 28 | 89 | 89 | 78 | — | —  | —  | 56  | - RIAA: Gold                                                                                      | Double Dutchess |
| "Life Goes On"                                                                          | 2016 | —  | —  | —  | —  | —  | —  | — | —  | —  | —   |                                                                                                   | Double Dutchess |
| "You Already Know" (feat. Nicki Minaj)                                                  | 2017 | —  | 95 | —  | —  | —  | —  | — | —  | —  | 96  |                                                                                                   | Double Dutchess |
| "Save It Til Morning"                                                                   | 2017 | —  | —  | —  | —  | —  | —  | — | —  | —  | —   |                                                                                                   | Double Dutchess |
| "A Little Work"                                                                         | 2017 | —  | —  | —  | —  | —  | —  | — | —  | —  | —   |                                                                                                   | Double Dutchess |
| "—" značí, že se nahrávka neumístila v hitparádách nebo v tomto území ani nebyla vydána |      |    |    |    |    |    |    |   |    |    |     |                                                                                                   |                 |

### Jako vedlejší umělkyně
| Název                                                                                   | Rok  | Umístění v hitparádách | Umístění v hitparádách | Umístění v hitparádách | Umístění v hitparádách | Umístění v hitparádách | Umístění v hitparádách | Umístění v hitparádách | Umístění v hitparádách | Umístění v hitparádách | Umístění v hitparádách | Certifikace                                                      | Album                   |
| Název                                                                                   | Rok  | US                     | AUS                    | CAN                    | FRA                    | GER                    | IRE                    | NZ                     | SWE                    | SWI                    | UK                     | Certifikace                                                      | Album                   |
| --------------------------------------------------------------------------------------- | ---- | ---------------------- | ---------------------- | ---------------------- | ---------------------- | ---------------------- | ---------------------- | ---------------------- | ---------------------- | ---------------------- | ---------------------- | ---------------------------------------------------------------- | ----------------------- |
| "Impacto" (Remix) (Daddy Yankee feat. Fergie)                                           | 2007 | 56                     | —                      | —                      | —                      | —                      | —                      | —                      | —                      | —                      | —                      |                                                                  | El Cartel: The Big Boss |
| "Party People" (Nelly feat. Fergie)                                                     | 2008 | 40                     | 14                     | 52                     | —                      | 23                     | 12                     | 7                      | —                      | —                      | 14                     |                                                                  | Brass Knuckles          |
| "That Ain't Cool" (Kumi Koda feat. Fergie)                                              | 2008 | —                      | —                      | —                      | —                      | —                      | —                      | —                      | —                      | —                      | —                      |                                                                  | Trick                   |
| "Gettin' Over You" (David Guetta a Chris Willis feat. Fergie a LMFAO)                   | 2010 | 31                     | 5                      | 12                     | 1                      | 15                     | 4                      | 3                      | 28                     | 11                     | 1                      | - ARIA: 2× Platinum - BPI: Platinum - BVMI: Gold - GLF: Platinum | One More Love           |
| "Beautiful Dangerous" (Slash feat. Fergie)                                              | 2010 | —                      | —                      | 58                     | —                      | 90                     | —                      | —                      | —                      | —                      | —                      |                                                                  | Slash                   |
| "—" značí, že se nahrávka neumístila v hitparádách nebo v tomto území ani nebyla vydána |      |                        |                        |                        |                        |                        |                        |                        |                        |                        |                        |                                                                  |                         |

### Charitativní singly
| "Sing" (Annie Lennox feat. různí umělci)                                                | 2007 | —  | —  | —  | — | — | — | —  | —  | — | —  | Songs of Mass Destruction |
| "Just Stand Up!" (jako Artists Stand Up to Cancer)                                      | 2008 | 11 | 39 | 10 | — | — | — | 19 | 51 | — | 26 | Singly bez alb            |
| "We Are the World 25 for Haiti" (jako Artists for Haiti)                                | 2010 | 2  | 18 | 7  | — | — | 9 | 8  | 5  | — | 50 | Singly bez alb            |
| "L.O.V.E. (Let One Voice Emerge)" (feat. různí umělci)                                  | 2012 | —  | —  | —  | — | — | — | —  | —  | — | —  | Singly bez alb            |
| "Love Song to the Earth" (jako Artists for the Earth)                                   | 2015 | —  | —  | —  | — | — | — | —  | —  | — | —  | Singly bez alb            |
| "#WHERESTHELOVE?" (feat. The World)                                                     | 2016 | —  | —  | —  | — | — | — | —  | —  | — | —  | Singly bez alb            |
| "—" značí, že se nahrávka neumístila v hitparádách nebo v tomto území ani nebyla vydána |      |    |    |    |   |   |   |    |    |   |    |                           |

## Promo singly
| "Pick It Up"                                                                            | 2007 | — | —  | —  | —  | The Dutchess            |
| "Labels or Love"                                                                        | 2008 | — | 15 | 28 | —  | Sex ve městě            |
| "Here I Come"                                                                           | 2008 | — | 22 | —  | 39 | The Dutchess            |
| "Feel Alive" (feat. Pitbull a DJ Poet)                                                  | 2012 | — | —  | —  | —  | Let's Dance: Revolution |
| "Netflix" (2 Chainz feat. Fergie)                                                       | 2013 | — | —  | —  | —  | B.O.A.T.S. II: Me Time  |
| "Hungry" (feat. Rick Ross)                                                              | 2017 | — | —  | —  | —  | Double Dutchess         |
| "—" značí, že se nahrávka neumístila v hitparádách nebo v tomto území ani nebyla vydána |      |   |    |    |    |                         |

## Další umístěné písně
| "Barracuda"                                                                             | 2008 | —  | — | —  | The Dutchess (Deluxe) |
| "Beat It 2008" (Michael Jackson feat. Fergie)                                           | 2008 | 77 | 8 | 26 | Thriller 25           |
| "Paradise City" (Slash feat. Fergie a Cypress Hill)                                     | 2010 | 75 | — | —  | Slash                 |
| "—" značí, že se nahrávka neumístila v hitparádách nebo v tomto území ani nebyla vydána |      |    |   |    |                       |

## Spolu umělkyně
| Název                    | Rok  | Další umělec                     | Album                                      |
| ------------------------ | ---- | -------------------------------- | ------------------------------------------ |
| "Mash Out"               | 2003 | will.i.am, MC Lyte               | Must B 21                                  |
| "Keep Bouncin' (Street)" | 2006 | Too Short, will.i.am, Snoop Dogg | Blow The Whistle                           |
| "All Night Long"         | 2006 | P. Diddy                         | Press Play                                 |
| "I'm Chillin'"           | 2006 | The Game                         | Doctor's Advocate                          |
| "Glad You're Here"       | 2007 | Macy Gray                        | Big                                        |
| "Beat It 2008"           | 2008 | Michael Jackson                  | Thriller 25                                |
| "The Look Of Love"       | 2008 | Sérgio Mendes                    | Encanto                                    |
| "Back to the Future      | 2009 | Pitbull                          | International Takeover: The United Nations |
| "Quando, Quando, Quando" | 2009 | will.i.am                        | Nine                                       |
| "Paradise City"          | 2010 | Slash, Cypress Hill              | Slash                                      |
| "Feel Alive"             | 2012 | Pitbull, DJ Poet                 | Let's Dance: Revolution                    |
| "LA"                     | 2015 | The Game, will.i.am, Snoop Dogg  | The Documentary 2                          |

## Videoklipy

### Jako hlavní umělkyně
| Název                                             | Rok  | Režisér                         | Reference |
| ------------------------------------------------- | ---- | ------------------------------- | --------- |
| "London Bridge"                                   | 2006 | Marc Webb                       | [ 42 ]    |
| "Fergalicious"                                    | 2006 | Fatima Robinson                 | [ 43 ]    |
| "Glamorous"                                       | 2007 | Dave Meyers                     | [ 44 ]    |
| "Big Girls Don't Cry"                             | 2007 | Anthony Mandler                 | [ 45 ]    |
| "Clumsy"                                          | 2007 | Rich Lee Marc Webb              | [ 46 ]    |
| "Finally" (Unreleased)                            | 2008 | Marc Webb                       | [ 47 ]    |
| "A Little Party Never Killed Nobody (All We Got)" | 2013 | Philip Andelman Fatima Robinson | [ 48 ]    |
| "L.A. Love (La La)" (Remix)                       | 2014 | Rich Lee                        | [ 49 ]    |
| "M.I.L.F. $"                                      | 2016 | Colin Tilley                    | [ 50 ]    |
| "Life Goes On"                                    | 2016 | Chris Marrs Piliero             | [ 51 ]    |
| "Hungry"                                          | 2017 | Bruno Ilogti                    | [ 52 ]    |
| "You Already Know"                                | 2017 | Bruno Ilogti                    | [ 52 ]    |
| "Enchanté (Carine)"                               | 2017 | Bruno Ilogti                    | [ 53 ]    |
| "Just Like You"                                   | 2017 | Bruno Ilogti                    | [ 52 ]    |
| "Like It Ain't Nuttin'"                           | 2017 | Ben Mor                         | [ 54 ]    |
| "Save It Till Morning"                            | 2017 | Alek Keshishian                 | [ 52 ]    |
| "A Little Work"                                   | 2017 | Jonas Åkerlund                  | [ 52 ]    |
| "Love Is Blind"                                   | 2017 | Chris Ullens                    | [ 52 ]    |
| "Love Is Pain"                                    | 2017 | Nina McNeely                    | [ 52 ]    |
| "Tension"                                         | 2017 | Fatima Robinson                 | [ 52 ]    |
| "Tension" (Version 2)                             | 2017 | Fatima Robinson                 | [ 52 ]    |

### Jako vedlejší umělkyně
| Název                                                                 | Rok  | Režisér            | Reference |
| --------------------------------------------------------------------- | ---- | ------------------ | --------- |
| "Impacto" (Remix) (Daddy Yankee feat. Fergie)                         | 2007 | The Saline Project | [ 55 ]    |
| "Party People" (Nelly feat. Fergie)                                   | 2008 | Marc Webb          | [ 56 ]    |
| "That Ain't Cool" (Kumi Koda feat. Fergie)                            | 2008 | Fatima Robinson    | [ 57 ]    |
| "It's A New Day" (will.i.am)                                          | 2008 | Ben Mor            | [ 58 ]    |
| "We Are the World 25 for Haiti" (Fergie jako Artists for Haiti)       | 2010 | Paul Haggis        | [ 59 ]    |
| "Gettin' Over You" (David Guetta a Chris Willis feat. Fergie a LMFAO) | 2010 | Rich Lee           | [ 60 ]    |
| "Beautiful Dangerous" (Slash feat. Fergie)                            | 2010 | Rich Lee           | [ 61 ]    |
| "L.O.V.E. (Let One Voice Emerge)" (feat. různí umělci)                | 2012 | David Galvez, Jr   | [ 62 ]    |